# モーニング娘。の追加メンバーオーディション
モーニング娘。の追加メンバーオーディション（モーニングむすめのついかメンバーオーディション）は、モーニング娘。の追加メンバーを決定するオーディションである。また、関連するオーディションについても扱う。

## 概要
「モーニング娘。は、加入と卒業（脱退）を繰り返しながら進化していくグループ」と公式に表明されている。加入については基本的に一般公募型のオーディションを開催し、新メンバーを決定している。新メンバー加入の決定は、直後の所属事務所の公式サイトで伝えられるほか、新聞各紙、ワイドショー、インターネットニュース等でも取り上げられる。

## モーニング娘。追加オーディション
- 応募資格：明記なし
- つんく♂は当初「合格者は5名の予定」と語っていた。また、「これが最後のメンバー追加である」という説明もあった。
- 1998年3月22日放送の『ASAYAN』（テレビ東京系）においてオーディションの実施が告知された（当時選考過程の放送はほとんどなかった）。
- 応募総数 ： 約5,000名
- 最終選考通過者16名。プロデューサーのつんく♂による歌審査と面談が行われた。
- 課題曲/合宿：なし
- 落選者に愛内里菜、三好絵梨香（元美勇伝）、椛田早紀（tokage）[1]、星野奏子。
- 合格者：保田圭、矢口真里、市井紗耶香

## モーニング娘。第2回追加オーディション
- 応募資格：中学1年生以上の女性（『ASAYAN』では「女性限定」と表記）
- つんく♂は当初、「合格者は2名の予定」と語っていたが、合格者発表時に「1人だけレベルが違いすぎる」との理由で1人となった。なお、このオーディション終了後、7thシングル「LOVEマシーン」は、開催時点の既存メンバー7人に予定合格者2名を合わせて9名となることから、「99年9月9日に9人でシングルを発売する」と語っていた。
- 同年6月27日放送の『ASAYAN』（テレビ東京系）においてオーディションの実施が告知され、オーディションの模様も同番組において放送された。
- 応募総数 ： 約11,000名
- 2次審査通過者21名の中に大山恵理乃（元大阪パフォーマンスドール→キーヤキッス）、櫻田有幾子（女子サッカー選手）。また、倖田來未（神田來未子）もこのオーディションを通過していたが、先行して行われたエイベックス（エイベックス・エンタテインメント）主催のオーディション「avex dream 2000」で準グランプリを受賞し、同社でレッスンやトレーニングを無償受講できる権利や同社との専属契約権を獲得したためここで辞退している。
- その他の落選者にイモトアヤコ[2]、しずちゃん（南海キャンディーズ）、磯山さやか。そのほかにソニン（成膳任）も応募し落選したが、和田薫がスカウトし、EE JUMPとしてデビューする[3]。
- 最終選考通過者5名により都内某所の寺院で合宿が行われた。
- 合宿課題曲：モーニング娘。2ndシングル「サマーナイトタウン」
- 合格者：後藤真希

## モーニング娘。第3回追加オーディション
- 応募資格：不明（『ASAYAN』では「音楽、歌好きな女性限定」と表記）
- つんく♂は当初、「合格者は3名の予定」と語っていたが、合格者発表時に「どうしても（辻希美を）外せない」との理由で4人となった。
- 2000年1月30日放送の『ASAYAN』（テレビ東京系）の中でオーディションの実施が告知され、オーディションの模様も同番組で放送された。
- 応募総数 ： 約25,000名（当時『ASAYAN』で開催されたオーディションでは最大）
- 3次審査進出者35名の中に藤本美貴（後の6期メンバー）、里田まい（カントリー娘。）、藤森麻由、中村美佳、脇坂早織、斉藤友梨。
- その他の落選者に若槻千夏、辻本はるか（バニラビーンズのレナ）、やしろ優、秋元才加
- 最終選考通過者10名により都内某所の寺院で合宿が行われた。
  - 歌課題曲：あか組4「赤い日記帳」
  - ダンス課題曲：モーニング娘。8thシングル「恋のダンスサイト」
- 合格者：石川梨華、吉澤ひとみ、辻希美、加護亜依

## モーニング娘。LOVEオーディション21
- 応募資格：中学1年生以上の女性
- つんく♂は募集時に「合格者は1名の予定」と語っていた。
- 2001年夏に『MUSIX!』で募集し、オーディションの途中経過も同番組で放送された。なお、『ハロー!モーニング。』でも募集告知が放送された。
- 最終審査の模様はテレビ東京系の特番（同年8月26日21時00分 - 22時48分、司会はみのもんた）で放送された（当時は通常21時00分から『ASAYAN』、21時54分から『MUSIX!』を放送していたため、同日は両番組を休止した）。
- 応募総数 ： 25,827名
- 里田まい（カントリー娘。）、三好絵梨香（元美勇伝）、辻本はるか（バニラビーンズのレナ）、吉木りさ[4]、谷村美月（書類審査で落選）[5]、IMALU[注 1]もこのオーディションを受けていた。
- 後に6期メンバーとなる田中れいな（応募当時は田中麗奈）が当時小学生で応募資格がないにもかかわらずこのオーディションに応募しており、その模様は『MUSIX!』の公式サイトに写真入りで掲載されていた。これが6期オーディションの実施時にネット上で話題となり、その直後、サイトから画像は削除された。田中はこのオーディションを受けたことを認めており[6]、実際は最終選考も通過し、合宿に参加するために東京駅に集合した時点で年齢が発覚したと語っている[7]。
- 最終選考通過者9名により静岡県某所で合宿が行われた。ここでは従来通りの歌、ダンスの課題の他、演技の課題もあった。
  - 歌課題曲：松浦亜弥 3rdシングル「LOVE涙色」
  - ダンス課題曲：「I LOVE NEW YORK CITY」（ミュージカル『LOVEセンチュリー〜夢はみなけりゃ始まらない〜』より）
  - 演技課題：2人1組でミュージカル『LOVEセンチュリー 〜夢はみなけりゃ始まらない〜』の一場面を演じる
- 最終選考通過者9名（中学生8名・高校生1名）の中に嘉陽愛子、西田奈津美、木下優樹菜、佐藤聖奈、鈴木久美子。
- 合格者：高橋愛、紺野あさ美、小川麻琴、新垣里沙
  - 最終選考通過者9名全員をスタジオへ呼び、最終選考の模様を放送した後につんく♂から合格者の発表が行われた。発表後、当時の現役メンバーが合格者4名の目の前で「ザ☆ピ〜ス!」を歌唱した。

## モーニング娘。LOVEオーディション2002
- 応募資格：中学1年生 - 高校3年生の女性
- つんく♂は募集時に「合格者は1名から2名の予定で、場合によっては合格者なしかも」と語っていた。
- 2002年10月14日にフジテレビ系の番組『情報プレゼンター とくダネ!』で初めて募集告知が行われ、その後『MUSIX!』や『ハロー!モーニング。』でも行われた。オーディションの途中経過も『MUSIX!』や『とくダネ!』で放送された。
- 最終審査の模様は2003年1月19日の『日曜ビッグバラエティ』（司会は徳光和夫）で放送された。
- 応募課題曲：モーニング娘。15thシングル「Do it! Now」
- 応募総数 ： 12,417名
- 落選者に浦えりか（中野風女シスターズ/風男塾）[8]、辻本はるか（バニラビーンズのレナ）、Nao☆（Negicco）。
- このオーディションでは、途中から応募者全員の映像を公開して国民投票を行うことが発表された（募集時にはその旨の発表はなく、出演を拒否した応募者もいた）。
  - 当初は応募者全員の誰に対しても投票が可能だったが、途中から上位10人に対してのみ投票可能となった。
  - 国民投票と並行して、つんく♂による従来と同じ手法での選考が行われ、つんく♂の当初の説明では、彼が選出した候補者数名と国民投票1位の候補者による最終選考（合宿）を行うとのことだったが、実際には6位の道重さゆみ、9位の田中麗奈（田中れいな）、不参加の亀井絵里の3人が選出され、1位の候補者は選出されなかった。その理由（辞退でないことは候補者本人が取材で語ったことから明らか）や、道重、田中の選出に投票の結果が反映されたか否かは不明である。

国民投票の結果は次の通りだった。
| 順位 | 番号   | 票       | 備考                                      |
| ---- | ------ | -------- | ----------------------------------------- |
| 1位  | 2436番 | 18,420票 | 嶋田歩                                    |
| 2位  | 0194番 | 17,840票 |                                           |
| 3位  | 0331番 | 17,106票 | 斎藤美海（みうな・元カントリー娘。）      |
| 4位  | 0461番 | 16,425票 | 水嶋えりか（「龍が如く OF THE END」出演） |
| 5位  | 0473番 | 9,914票  | 西田奈津美                                |
| 6位  | 2825番 | 6,486票  | 道重さゆみ                                |
| 7位  | 0044番 | 6,478票  |                                           |
| 8位  | 1005番 | 6,462票  | 福野来夢                                  |
| 9位  | 1803番 | 6,040票  | 田中麗奈（田中れいな）                    |
| 10位 | 5267番 | 4,992票  | 富田淳子                                  |

- 最終選考通過者3名により山梨県某所で合宿が行われた。
  - 歌課題曲：メロン記念日 8thシングル「赤いフリージア」
  - ダンス課題曲：モーニング娘。15thシングル「Do it! Now」
- 最終選考に残った中学生3人が全員合格した。
- 合格者：亀井絵里、道重さゆみ、田中れいな
  - なお、最終選考の発表直前に、オーディション合格者とは別に藤本美貴が6期メンバーとしてモーニング娘。に加入することが発表された。

## モーニング娘。ラッキー7オーディション
- 参加資格：中学3年生（2005年3月に中学校卒業見込み）以上20歳未満（同年4月1日時点）で、かつオーディション参加時点で芸能事務所などの芸能活動を行う団体に所属および契約などをしていない女性
- 2004年9月5日放送の『ハロー!モーニング。 in HAWAII スペシャル』でオーディションの実施が告知され、オーディションの模様も同番組で放送された。
- 「ラッキー7オーディション」の名称は、「娘。入りすることになるメンバーが『第7期』となる」、「全国7か所（大阪・福岡・仙台・岡山・札幌・名古屋・東京）でオーディションの予選を実施する」、「モーニング娘。が結成7年目となる」という3つが由来である。
- 「エースを捜す」ことが目的とされた。そのためか、参加資格の年齢層は上がっている。
- 予選時には、応援リポーターとしてTXN系放送局のアナウンサー（仙台のみ系列局がないため東北地方出身のTXアナウンサー）が応援リポーターを務めた。
- 参加総数 ： 不明
- 書類選考はなく、応募者は直接会場でアカペラを披露し、軽い面接が行われた。
- 事前の書類選考が行われなかったため、上記の参加資格にもかかわらず当時芸能事務所に所属していた者が大阪での予選通過者として放送されるというハプニングが発生した（後日「辞退した」と放送された）。
- 2次審査通過者25名の中に嶋田歩、富田淳子、梅田彩佳（元AKB48・元NMB48）、古川愛李（元SKE48）、纐纈みさき（TA☆ROガールズ）、黒田稔恵（元Bachicco!）。
- 最終選考通過者6名により山梨県某所で合宿が行われた。
  - 歌課題曲：モーニング娘。「春の歌」（アルバム『愛の第6感』より）
  - ダンス課題曲：モーニング娘。「独占欲」（同上）
- 結果：該当者なし。最終候補者に白井未央、辻本はるか（バニラビーンズのレナ）、大海エリカ（町田エリカ）、桃井みさ（洞口美紗）。
- 2004年12月12日の『ハロー!モーニング。』では、このオーディションの参加者1,000名にアンケートを行い、その結果を「クイズ100人に聞きました」のルールを使って当時のモーニング娘。が答えるというクイズ企画が放送された。

## モーニング娘。オーディション2005
- 前回のオーディション「モーニング娘。ラッキー7オーディション」で「該当者なし」となったため、引き続きこのオーディションが開催された。
- 参加資格：2005年4月1日時点で中学1年生以上22歳以下で、かつオーディション応募時点で芸能プロダクションなどの芸能活動を行う団体に所属および契約などをしていない女性
- 前回に続き「エースを捜す」ことが目的とされた。
- 同年2月6日放送の『ハロー!モーニング。 飯田圭織卒業記念サプライズスペシャル』でオーディションの実施が告知され、オーディションの模様も同番組で放送された。
- 応募総数 ： 21,611名
- カメラ付き携帯電話からの応募も可能だった。
- 2次審査通過者82名の中に重廣礼香、小池ジョアンナ、武田梨奈、黒田稔恵、3次審査通過者の中に稲垣恵子（現・沢口けいこ）。
- その他の落選者にカレン（元NICE GIRL プロジェクト!）[9]、辻本はるか（バニラビーンズのレナ）、ダレノガレ明美[10]。
- 前回最終候補者6人のうち大海エリカ以外の5人は3次審査まで残ったが、全員そこで落選となった。
- 4次審査まで残った5人（その内の1名は古川愛李）のうち、須磨愛は2次審査通過者の岩嶋雅奈未と共にハロプロ関西オーディション2005で合格し、ハロプロ関西としてハロプロ入りした（その後SI☆NAのメンバーとなったが、2011年4月17日に解散）。沢口けいこは、後にprediaのメンバーとなった。
- 合宿は行われず、最終選考候補者1人の自宅へ訪問し、オーディションが行われた。最終選考にあたり、つんく♂は「もしこのオーディションでも結果が該当者なしだったら『ふりだし』になります」と述べた。なお、最終選考候補者には「最終候補者は3人」と知らされていた。
- 合格者：久住小春

彼女が通う中学校の体育館で全校集会を装った合格発表が行われた。発表後、サプライズで当時のモーニング娘。全員も登場し、「ザ☆ピ〜ス!」と「THE マンパワー!!!」の2曲を歌唱し、合格を祝った。歴代メンバーでは、初の1990年代生まれのメンバー加入となった。

## モーニング娘。Happy8期オーディション
- 2006年7月24日、紺野あさ美の卒業を報じる新聞各紙での先行報道を経て、同30日放送の『ハロー!モーニング。』で正式に募集が告知され、オーディションの模様も同番組で放送された。
- 参加資格：2007年4月1日時点で中学生以上21歳未満で、かつオーディション応募時点で芸能プロダクションなどの芸能活動を行う団体に所属および契約などをしていない女性
- 1次審査は、書類選考ではなく全国10か所（札幌・仙台・東京・金沢・名古屋・大阪・広島・福岡・鹿児島・那覇）の会場に直接応募書類を持参する方式を採った。札幌、広島、鹿児島、那覇ではテレビ東京系列以外のテレビ局（札幌テレビ・広島ホームテレビ・鹿児島讀賣テレビ・沖縄テレビ）のスタジオで行われた。審査の内容は、アカペラでの歌披露と面接だった。
- 参加総数 ： 6,883名
- ラッキー7オーディションの最終候補者1人も仙台でオーディションを受けていたが、2次審査で落選した。
- 4次審査はそのまま最終審査となり、最終候補者となった6人が進出し、都内某所で合宿（1泊2日）が下記の通り行われた。
  - ダンスと歌それぞれ3人ずつ2組に分かれて課題曲をレッスンした後、3人1組でのダンス審査と、個人でのレコーディング審査に臨んだ。
    - ダンス課題曲：モーニング娘。30thシングル「Ambitious! 野心的でいいじゃん」
    - 歌課題曲：モーニング娘。31stシングル「歩いてる」

  - その後1人が辞退し、残る5人で観客の前での歌披露審査がテレビ東京天王洲スタジオで行われ、1人ずつモーニング娘。の曲を歌唱した。
- 1次審査通過者に河村唯（元アイドリング!!!）、田名部生来（元AKB48）、鬼頭桃菜（元SKE48）
- 2次審査通過者に柏木由紀（元AKB48）、渡邉ひかる（元SUPER☆GiRLS）
- 最終候補者に佐藤すみれ（元AKB48・元SKE48）、吉川友、花田奈都美（蝶屋ミスジャポン2009グランプリ）、ayami（増田絢美）。
- 合格者：光井愛佳
  - 発表後、合格者の前で現役メンバーが「歩いてる」を歌唱した。なお、このオーディション終了後につんく♂は「2007年はアジアの中の日本として新しいモーニング娘。の形を表現する」と発表した。これは2006年12月11日に所属事務所の公式サイトや新聞各紙で伝えられた。
- その後、2007年3月15日には中国人2名（ジュンジュン、リンリン）が8期（留学生）メンバーとして加入することが発表され、同日に所属事務所の公式サイトや3月16日の新聞各紙で伝えられた。

## モーニング娘。9期メンバーオーディション
- 2010年8月8日、『Hello! Project 2010 SUMMER 〜ファンコラ!〜』中野公演（昼公演）で、亀井絵里、ジュンジュン、リンリンの卒業発表と共にオーディションの開催が告知された。発表したつんく♂によると、4年ぶりの大募集で、開催方法は6期メンバーまでと同じ方法に戻された。
- このオーディションは、『美女学』で募集告知後、途中からオーディションの模様が放送された。
- 応募資格：2010年8月1日時点で10歳 - 17歳で、かつオーディション応募時点で芸能プロダクションなどの芸能活動を行う団体に所属および契約などをしていない女性
- 応募総数 ： 約9,000名
- パソコンや携帯電話からの応募も可能だった。
  - ハロプロエッグとNICE GIRL プロジェクト!研修生も上記の年齢であれば本人の希望により参加可能だった。その場合、書類選考は通過と見なされ、2次審査からの参加となった[11]。
- 4次審査はそのまま最終審査となり、最終候補者となった5人が進出し、山梨県某所で合宿が行われた。
- 最終選考通過者に、大塚愛菜（元Juice=Juice）、茂木美奈実（元ハロプロ研修生）。
- その他の落選者に、森咲樹[12]、新井愛瞳[12]、佐藤綾乃[12]（元アップアップガールズ（仮））、竹内朱莉、勝田里奈（以上元アンジュルム）、工藤遥（後の10期メンバー）[13]、植村あかり[14]（Juice=Juice） 、宮本佳林[15]、稲場愛香[16]（以上元Juice=Juice）、野村みな美[17]、浜浦彩乃[18]、田口夏実[19]（以上元こぶしファクトリー）、平田梨奈（元AKB48）、高山一実（元乃木坂46）、髙木悠未（LinQ）[20]。
  - ダンス課題曲：ミニモニ。「CRAZY ABOUT YOU」(前奏のみ)SALT5「GET UP!ラッパー」（2003年シャッフルユニット）
  - 歌課題曲：℃-ute 14thシングル「会いたいロンリークリスマス」
- 合格者：生田衣梨奈、鞘師里保、鈴木香音
  - 3次審査で落選したハロプロエッグ出身の譜久村聖も9期メンバーとなった。
  - 生田、鞘師、鈴木への合格通知は事務所関係者が実家を訪れ通知した（撮影スタッフが同行しなかった為、その模様を記録した映像が無い）[21]。
  - お披露目は2011年1月2日に中野サンプラザで開催された『Hello! Project 2011 WINTER 〜歓迎新鮮まつり〜』にて行われた。譜久村は3人のお披露目直後に急遽追加で昇格、という形でステージ上で発表された。この発表は本人および出演者には事前に知らされなかった為、サプライズの発表となった（つんく♂曰く、「そんなリハーサルしていない」ため）。

## モーニング娘。10期メンバー『元気印』オーディション
- 2011年5月8日、『モーニング娘。コンサートツアー2011春 新創世記 ファンタジーDX 〜9期メンを迎えて〜』中野公演でオーディションの実施が告知された[22]。発表したつんく♂は「9期メンバーが加入してモーニング娘。が楽しくなったので、またオーディションをやることにした」という。また、5月19日放送の『ハロプロ!TIME』によると、このオーディションは5月6日に9期以外のメンバーに知らされ、その後発表当日に9期メンバーにも知らされた経緯がある。
- 応募資格：2011年4月1日時点で10歳 - 17歳で、かつオーディション応募時点で芸能プロダクションなどの芸能活動を行う団体に所属および契約などをしていない女性
- 応募総数 ： 約6,000名[23]
- パソコンや携帯電話からの応募も可能だった。
- 同オーディションでは、2011年6月開催の『スマイレージ新メンバーオーディション』との同時参加も可能だった。
- 2011年7月22日までに1次審査が終了し、8月16日に2次審査が終了、同31日に3次審査が終了した[24]。
- 合宿審査には10人が参加し、8人が最終審査に進出した。
  - ダンス課題曲：モーニング娘。｢この地球の平和を本気で願ってるんだよ!｣
  - 歌課題曲：高橋愛「自信持って 夢を持って 飛び立つから」
- 合宿審査通過者に田島芽瑠（元HKT48）、最終選考通過者に広瀬咲楽（劇団ハーベスト）、大上陽奈子（PassCode）、田中風華（元e-Street SENDAI）[注 2]、美音咲月（仮面女子/スチームガールズ）。
- その他の落選者に、勝田里奈（元アンジュルム）、藤井梨央[26]、浜浦彩乃（以上元こぶしファクトリー）[27]、牧野真莉愛（後の12期メンバー）[27][注 3]、宮崎由加[28]、宮本佳林[15]（以上、元Juice=Juice）、なあ坊豆腐@那奈[29]。
- 当時ハロプロエッグの竹内朱莉もこのオーディションを受けていたが、同時進行だったスマイレージ（現アンジュルム）の追加メンバーオーディションに（サブメンバーとして）合格したため辞退した[30]。
- 合格者：飯窪春菜、石田亜佑美、佐藤優樹、工藤遥
  - 合格通知は、石田と佐藤は本人の自宅へ、飯窪と工藤は事務所でビデオレターにて行われた。
  - お披露目は、同年9月29日の日本武道館にて行われた『モーニング娘。コンサートツアー2011秋 愛 BELIEVE 〜高橋愛 卒業記念スペシャル〜』（高橋は、翌日卒業）。

## モーニング娘。11期メンバー『スッピン歌姫』オーディション
- 2012年5月18日、『モーニング娘。コンサートツアー2012春 〜ウルトラスマート〜 新垣里沙・光井愛佳卒業スペシャル』（日本武道館）でオーディションの実施が告知された[31]。
- 応募資格：2012年4月1日時点で10歳 - 17歳で、かつオーディション応募時点で芸能プロダクションなどの芸能活動を行う団体に所属および契約などをしていない女性
- 応募総数 ： 約7,000名
- 2012年6月開催の「田中れいなとバンドやりたい女子メンバー大募集!」との同時参加も可能だった。
- 2012年7月10日までに1次審査が終了し、15〜30日に2次審査が全国6か所（札幌・仙台・東京・名古屋・大阪・福岡）で行われ、同年8月6日に審査が終了した。
- 同年8月11日に3次審査が行われ、18日に審査が終了、21日・22日に合宿審査が行われた。最終審査が9月8日に行われ、同日審査が終了した[32]。
- 3次審査には56人が参加し、6人が合宿審査に進出した。最終審査は合宿審査の参加者全員により行われた。
  - ダンス課題曲：モーニング娘。「What's Up? 愛はどうなのよ〜」（アルバム『⑬カラフルキャラクター』より）[33]およびモーニング娘。50thシングル「One・Two・Three」
  - 歌課題曲：モーニング娘。「Be Alive」（同アルバムより）[34]。
- 最終審査進出者は、浜浦彩乃（元こぶしファクトリー）[35]、岸本ゆめの（元つばきファクトリー）[35]、一岡伶奈（元BEYOOOOONDS）[35][36]、牧野真莉愛（後の12期メンバー）[注 3][35]、小野はるか（元ユメオイ少女 、元ナイスガールトレイニー）[35]。
  - 最終審査での落選者のうち、すでに研修生だった浜浦と現役のトレイニーだった小野を除く3名が、2012年12月にハロプロ研修生に加入している。
- その他の落選者に羽賀朱音（後の12期メンバー）[37]、宮本佳林（元Juice=Juice）[15]、加賀楓（後の13期メンバー）[36]、広瀬彩海[38]、和田桜子[36]（以上、元こぶしファクトリー）、佐々木莉佳子[39]（アンジュルム）、小片リサ[38][40]（元つばきファクトリー）、二瓶有加（元PINK CRES.）、鈴木あゆ（アップアップガールズ（仮））[41]。
- 合格者：小田さくら
  - 当初は、合格通知は後日行われる予定だったが、最終審査当日、審査終了直後に本人を呼び出してつんく♂本人からその場で通知された。
  - お披露目は2012年9月14日、ハーモニーホール座間にて開催された『モーニング娘。誕生15周年記念コンサートツアー2012秋 〜カラフルキャラクター〜』の公開ゲネプロ中に行われ、結果的には小田の地元で明らかにされる形となった。また、つんく♂登場時の「ワクテカ Take a chance」仮歌にちなんで、小田専用の「ワクテカ」コスチューム姿（色は赤）も公開され、後に「ワクテカ」小田さくらVer.となるPVも作成された。

## モーニング娘。12期メンバー「未来少女」オーディション
- 2013年3月16日、『モーニング娘。コンサートツアー2013春 ミチシゲ☆イレブンSOUL〜田中れいな卒業記念スペシャル〜』のオリンパスホール八王子にて行われた公演でオーディションの実施が発表された[42]。発表したつんく♂は「モーニング娘。の未来を背負って立つような…未来から来たような斬新なイメージを持っている、まさに明日の時代を創っていくような天然少女を発掘したい」とオーディションの趣旨を説明した。この時点では同年4月30日が締切とされていたが、5月11日、「モーニング娘。12期メンバー「未来少女」駆け込みオーディション」と題して、直接オーディション会場へ行き応募することが可能になったことが発表された[43]。
- このオーディションから一般の応募者とハロプロ研修生は別々に選考が行われるようになり、ハロプロ研修生が参加したのは2次審査までで、3次審査・合宿審査・最終審査は一般の応募者だけで行われた[44]。
- 応募資格
  - 2013年4月1日現在、満10歳 - 17歳の女性
  - 芸能活動を行う団体に所属・契約等していないこと
- 応募総数 ： 約6,500名
- 2013年4月30日、応募締め切り。5月11日、直接オーディション会場へ行って応募することが可能になり、事実上の締め切り延長。
- 同年5月25日 - 6月30日、全国7か所（広島、福岡、仙台、札幌、東京、大阪、名古屋）の会場で書類審査と1次審査。東京会場以外はその日に2次審査も実施。
- 同年6月29日 - 7月16日、全国6か所の会場で2次審査。
- 同年8月15日、3次審査。ハロプロ研修生はここから不参加（スタッフがすでにスキルを把握しているため）。
- 同年8月22日・23日、7名が合宿審査に進出。24日、7名全員で最終審査。
  - ダンス課題曲：Juice=Juice「私が言う前に抱きしめなきゃね」およびオリジナルミックス曲
  - 歌課題曲：℃-ute「悲しき雨降り」およびハロプロ研修生 feat. Juice=Juice「天まで登れ!」
- 最終審査に残ったのは、山木梨沙（元カントリー・ガールズ）、横川夢衣、新沼希空（元つばきファクトリー）、大浦央菜、段原瑠々（Juice=Juice）、羽賀朱音（後の12期メンバー）[注 3]、船木結（元アンジュルム・元カントリー・ガールズ）の7名。後日、7名全員がハロプロ研修生に加入した[37]。
- その他の落選者に相川茉穂（元アンジュルム）[45]、浅倉樹々（元つばきファクトリー）[46]、二瓶有加（元PINK CRES.）、阿部菜々実（元ラストアイドル）。
- 笠原桃奈（ME:I、元アンジュルム）もこのオーディションに応募していたが、募集開始当時、応募資格である10歳以上になっていなかった（実情としては、駆け込み応募の会場で、年内に10歳になるとして応募を受け付けさせていた）ため、選考対象とされなかったことが後に明らかにされている[47]。
- 結果：該当者なし。
  - 2013年8月24日に合格者なしが即日発表された。つんく♂はその理由について「現在のモーニング娘。のクオリティーの中で即戦力としてパフォーマンスするには少々力量不足」と説明し、「ただ、これがもし9期オーディションの頃なら合格させていただろう実力を持っている候補者も数名いたのも事実」と付け加えた[48]。
  - 一般の応募者からの「合格」が出なかった関係上、ハロプロ研修生からの「昇格」も見送られた[44]。

## モーニング娘。'14 ＜黄金(ゴールデン)＞オーディション
- 2014年3月15日、オリンパスホール八王子にて行われた『モーニング娘。'14コンサートツアー2014春〜エヴォリューション〜』でオーディションの実施が発表された[49]。前回実施されたオーディションが「合格者なし」だった為、12期メンバーを再度募集するオーディションとなる[注 4]。
- 応募資格[50]
  - 2014年4月1日現在、満10歳 - 17歳の女性
  - 芸能活動を行う団体に所属・契約等していないこと
- 応募総数 ： 約8,000名[51]
- 3次審査を通過した9名が2日間の合宿審査に参加した[52]。最終審査の参加人数は不明。
  - ダンス課題曲：ハロプロ研修生「青春Beatは16」（アルバム『① Let's say “Hello!”』より）
  - 歌課題曲：Juice=Juice「伊達じゃないよ うちの人生は」
- 合宿審査進出者に、上國料萌衣（アンジュルム）[53]、島村嬉唄（元カントリー・ガールズ、現きゅるりんってしてみて）、小関舞（元カントリー・ガールズ）[54]、谷本安美（つばきファクトリー）[55]、浅倉樹々（元つばきファクトリー）[46]、小野田紗栞[46]（つばきファクトリー）。
  - 上記、合宿審査進出者の谷本、浅倉、小野田の3名がハロプロ研修生に加入している。
- その他の落選者に、森戸知沙希（後の元14期メンバー・元カントリー・ガールズ[注 5]）、梁川奈々美（元Juice=Juice、元カントリー・ガールズ）[56]、笠原桃奈（ME:I、元アンジュルム）、小野瑞歩、秋山眞緒（以上つばきファクトリー）、前田こころ[57]、江口紗耶[58]（以上BEYOOOOONDS）。
- 2014年11月5日、同オーディション落選者から森戸知沙希、島村嬉唄、小関舞の3名が、カントリー・ガールズのメンバーとなることが発表された[59]。また、過去のオーディションで落選し、ハロプロ研修生入りした山木梨沙と稲場愛香も同じくカントリー・ガールズに選出された[59]。
- 合格者：尾形春水、野中美希
  - 過去のオーディションで落選し、ハロプロ研修生入りしていた牧野真莉愛、羽賀朱音も昇格し、12期メンバーとなった。
  - 合格者・昇格者への通知は、10期メンバー時同様、それぞれの自宅へのビデオレターにて行われたが、つんく♂が療養中だったこともあり、その代理人として当時リーダーの道重さゆみが通知する形式となった[60]。ただし、牧野・羽賀については例外的にスタッフが本人に内緒で自宅を訪れ、学校からの帰宅直後にサプライズの形でビデオレターを見る事となった[60]。
  - お披露目は、2014年9月30日の日本武道館にて開催された『モーニング娘。'14コンサートツアー秋 GIVE ME MORE LOVE 〜道重さゆみ卒業記念スペシャル〜』。

## モーニング娘。'16 『新世紀』オーディション
- 2016年1月2日、中野サンプラザで行われた『Hello! Project 2016 WINTER 〜DANCING! SINGING! EXCITING!〜』で13期メンバーオーディション「モーニング娘。'16 『新世紀』オーディション」の実施が発表された[61]。
- 同年5月31日、同オーディションの審査結果が該当者なしだったことが報告され[62]、同年6月15日に再募集を開始したことがオフィシャルサイトで発表された[63]。また、ハロプロ研修生も並行して別途に「モーニング娘。'16 新メンバーオーディション」を行う[64]。
- 応募資格（再募集）[64]
  - 2016年6月1日時点で満10歳 - 17歳の女性（当初の募集では、2016年1月1日時点での同年齢）
  - 芸能活動を行う団体に所属・契約等していないこと
- 主な落選者に、川村文乃[65][66]、為永幸音[67]（以上アンジュルム）、松永里愛（Juice=Juice）[68]、島倉りか[69]、平井美葉[70]（以上BEYOOOOONDS）、中山夏月姫（OCHA NORMA）[71]、佐々木ほのか（アップアップガールズ（2））[72][注 6]。
- 一般公募合格者：該当者なし
- 研修生合格者：加賀楓、横山玲奈
  - 2016年11月23日、再募集の審査結果が一般応募からは合格者なしでハロプロ研修生から加入させることが同日のモーニング娘。'16コンサートツアー大阪公演およびオフィシャルサイトで発表された[64]。
  - 合格通知は同年11月中旬、新コーナーのビデオ収録という名目で各1名がリーダーの譜久村聖との対談中にサプライズの形で譜久村から通知された[73]。
  - お披露目は同年12月12日、日本武道館で開催された『モーニング娘。'16コンサートツアー秋〜MY VISION〜』[74]。
  - 横山玲奈は再募集前の同オーディション3次審査で落選し、ハロプロ研修生となっていた[74]。
- 再募集では、少なくとも9名が最終審査に進出しており、うち1名がハロプロ研修生加入打診を受けるも辞退、残るメンバーのうち、少なくとも3名が研修生に加入していることが後に明らかにされている[75]。また、再募集のオーディション後に研修生になったメンバーは8名いるが、最終審査に残った8名と同じ人物かは明らかにされていない。

## モーニング娘。'19 LOVEオーディション
- 2019年1月2日、中野サンプラザで行われた『Hello! Project 20th Anniversary!! Hello!Project 2019 WINTER』で15期メンバーオーディション「モーニング娘。'19 LOVEオーディション」の実施が発表された[76][77]。
- 応募資格[78]
  - 2019年1月2日時点で小学5年生 - 高校2年生の日本在住の女性
  - 芸能プロダクション等の芸能活動を行う団体に所属及び契約等をしていないこと
  - また、ハロプロ研修生も並行して別途に「モーニング娘。'19 LOVEオーディション」を行う[78]。
- 応募総数 ： 約4,500名[79]
- 1次書類審査が2019年3月6日に終了、2次審査が4月10日に終了、3次審査が5月17日に終了し、合格者に通知された[78]。
- 5月25日・26日、6名が2日間の合宿レッスンと最終審査に参加した[80][81]。
  - 最終審査ソロ曲：モーニング娘。「Only you」
  - 最終審査全員曲：モーニング娘。「Help me!!」
- 主な落選者に、平山遊季（アンジュルム）[82]、豫風瑠乃（つばきファクトリー）[83]、広本瑠璃[83]、西﨑美空[84]、北原もも[85]（以上OCHA NORMA）、橋田歩果[86]、植村葉純[83]（以上ロージークロニクル）。
- 合格者：北川莉央、岡村ほまれ
  - ハロプロ研修生北海道より山﨑愛生も昇格し、15期メンバーとなった。
  - 新メンバーの発表は同年6月22日、「YouTube」のモーニング娘。'19公式チャンネルにおいて生配信で行われた[79]。
  - 合格通知は同年6月中旬、リーダーの譜久村聖が個別に訪問し、岡村は都内のカフェにて、北川と山﨑は本人の自宅にて合格を伝えた[87]。
  - お披露目は同年7月13日、上野学園ホールで開催されたハロープロジェクトコンサート『Hello! Project 2019 SUMMER』広島公演にて、アンジュルムとJuice=Juiceの新メンバーと一緒に紹介された[88]。

## ハロー!プロジェクト「モーニング娘。'22」「Juice=Juice」合同新メンバーオーディション
- モーニング娘。合格者：櫻井梨央

## モーニング娘。25周年記念 オーディション 明日を作るのは君
- 2022年9月14日、神奈川県民ホールで行われた『モーニング娘。'22 結成25周年記念FCイベント ～娘。×FAN×Fun!×大感謝祭!～』で17期メンバーオーディション「モーニング娘。25周年記念 オーディション 明日を作るのは君」の実施が発表された[89]。
- 応募資格[90]
  - 2022年9月時点で小学5年生から高校2年生までの日本在住の女性
  - 芸能プロダクション等の芸能活動を行う団体に所属及び契約等をしていないこと
- 1次書類審査が2022年11月11日に終了、2次オンライン審査が12月15日に終了、3次審査が2月28日に終了、4次審査が4月3日に終了し、合格者に通知された。
- 合格者：井上春華、弓桁朱琴
  - 新メンバーの発表は2023年5月23日、ハロープロジェクトの公式サイトにおいて行われた[91]。
  - 合格通知は同年5月某日、最終審査という名目で各1名がスタジオに呼び出され、リーダーの譜久村聖から合格が伝えられた[92]。
  - お披露目は同年6月26日に日本武道館で開催された『モーニング娘。'23 25th ANNIVERSARY CONCERT TOUR ～glad quarter-century～ at 日本武道館』。

## 応募時期不詳の受験者
- 優木まおみ
- さとう里香
- 西野カナ
- 浅本美加（つぼみ）
- 能登有沙（StylipS）[注 7]
- 愛川こずえ（元DANCEROID、元でんぱ組.inc）
- 野呂佳代（元AKB48・元SDN48）
- 浦野一美（元AKB48・元SDN48）
- 西野未姫（元AKB48）[94]
- 指原莉乃（元AKB48・元HKT48）
- 倉木麻衣
- 守永真彩
- 坂口杏里
- 南明奈
- 薄幸（納言）
- 五條まりな（宝塚歌劇団・星組）
- 齊藤京子（日向坂46）
- 菊地姫奈（ミスマガジン2020 ミス週刊少年マガジン）
- 彩良菜月（元カレッジ・コスモス、元Merci Merci、現愛乙女☆DOLL7期研究生）
- 橋迫鈴（アンジュルム）[95]
- 井上玲音（Juice=Juice）[96]
- 江端妃咲（Juice=Juice）[97]
- 西田汐里（BEYOOOOONDS）[98]
- 山﨑夢羽（BEYOOOOONDS）[99]
- 岡村美波（BEYOOOOONDS）[100]
- 金津美月（元FAREWELL, MY L.u.v）[101]
- 日比麻里那（元ハロプロ研修生）[102]
- 山田苺（元ハロプロ研修生）[103]
- 橋本莉々花（元ハロプロ研修生北海道）[104]
- 小山星流（アップアップガールズ（仮））[105]
- 住田悠華（アップアップガールズ（仮））[106]

## 一般公募以外で加入したモーニング娘。メンバー
- 藤本美貴（6期）
第3回追加オーディションの最終選考（合宿前）で落選したが、2001年秋にハロー!プロジェクトの一員としてソロデビューした。2002年12月31日の『第53回NHK紅白歌合戦』で当時のモーニング娘。のメンバーをバックに歌っている姿を見たつんく♂が「モーニング娘。に入れてみたい」と思ったことから、2003年1月、6期メンバーの加入決定直前にモーニング娘。への加入が決定した。その後、2007年6月1日にモーニング娘。を脱退した。
- ジュンジュン（8期（留学生））
Happy8期オーディションとほぼ同時期に中国・北京で実施したオーディションでつんく♂によって選ばれ、2007年3月15日にモーニング娘。への加入が決定した。その後、2010年12月15日に亀井絵里、リンリンと共にモーニング娘。を卒業した。
- リンリン（8期（留学生））
つんく♂が中国の友人からの紹介を受け、2007年1月にハロプロエッグ留学生としてコンサートに出演させ、実力を認められたことから同年3月15日にモーニング娘。への加入が決定した。その後、2010年12月15日に亀井絵里、ジュンジュンと共にモーニング娘。を卒業した。
- 譜久村聖（9期）
2008年6月22日にハロプロエッグへ加入。その後、9期メンバーオーディションに応募し、書類審査をパスして3次審査で落選したが、9期メンバーの合格者発表後につんく♂から加入発表が告げられ、モーニング娘。への加入が決定した。その後、2023年11月29日にモーニング娘。'23を卒業した。
- 牧野真莉愛、羽賀朱音（12期）
過去のオーディションの落選者でハロプロ研修生入りしていた2名が昇格し、一般応募からの合格者2名とともに12期メンバーとして加入。
- 加賀楓、横山玲奈（13期）
過去のオーディションの落選者でハロプロ研修生入りしていた2名が昇格（ハロプロ研修生を対象に行われた「モーニング娘。'16 新メンバーオーディション」に合格）し、13期メンバーとして加入した。一般応募からの合格者はいなかった。加賀は2022年12月10日にモーニング娘。'22を卒業した。
- 森戸知沙希（14期）
過去のオーディションで落選し、2014年11月5日からカントリー・ガールズのメンバーとして活動していたが、2017年6月、主な活動をモーニング娘。で行うためにカントリー・ガールズと兼任する形で14期メンバーとして加入した。従って14期メンバーを募集するオーディションは開催されていない。2019年12月26日に行われたカントリー・ガールズのライブをもってカントリー・ガールズを卒業し、モーニング娘。専任となる。2022年6月20日にモーニング娘。'22を卒業した。
- 山﨑愛生（15期）
ハロプロ研修生北海道から昇格（ハロプロ研修生を対象に行われた「モーニング娘。'19 LOVEオーディション」に合格）し、一般応募からの合格者2名とともに15期メンバーとなった。

## その他のオーディション

### ミュージカル一般公募共演者オーディション
- 2001年5月3日 - 27日に東京・日生劇場で上演されたモーニング娘。初の主演ミュージカル『LOVEセンチュリー〜夢はみなけりゃ始まらない〜』の一般公募共演者のオーディション。
- 募集時に、つんく♂がモー娘。の新メンバーに加える可能性も示唆したため、高い注目が集まった。また合格発表時も「次期メンバーの有力候補が勢揃い」などと報道された。
- 対象年齢：2001年3月中学卒業見込みから20歳までの女性
- 2001年春に『ハロー!モーニング。』で募集が告知され、その模様が放送された。
- 応募総数 ： 約2,000名
- 合格者：菊地美香（17歳 埼玉県出身）、東條江身（18歳 山梨県出身）、池田沙耶香（15歳 広島県出身）、菊田夏美（15歳 東京都出身）、須堯麻衣（15歳 福岡県出身）、陸守絵麻（14歳 福岡県出身）、吉鶴舞（13歳 神奈川県出身） ※年齢は合格当時
  - 吉鶴舞は応募条件（年齢）を満たしていなかったが、ボーカルが評価されて「特別合格」とされた。アップフロントミュージックスクール出身である。
  - 須堯麻衣はアップフロント系事務所のサイバーガーデンエージェンシー所属で、後に『3年B組金八先生』（下田江里子役）などに出演している。
  - 東條江身は後に「秋桜」というユニットでデビューしている。
  - 菊田夏美はミュージカルに参加しなかった。
- 最終的に、合格者からのモーニング娘。入りはなく、ミュージカル終了後、「LOVEオーディション21」が開催されることとなった。

### 田中れいなとバンドやりたい女子メンバー大募集!
- 2012年6月5日、オーディション「田中れいなとバンドやりたい女子メンバー大募集!」の実施が告知された[107]。オーディションは2回行われた。
- 応募資格：2012年4月1日時点で15歳 - 22歳、かつ面接時に芸能プロダクションなどの芸能活動を行う団体に所属および契約などをしていない女性[107]
- 応募総数 ： 約4,000名[108]
- 募集パート：ボーカル、ギター
- 1回目のオーディション（6月5日 - 7月31日）
  - 1次審査として6月17日から7月8日にかけて東京・大阪で「週末オーディション」（4週連続）が開催された。事前の書類審査はなく、必要事項を記入した応募用紙を会場まで持参すれば受けられた。初日は田中も会場へ様子を見に行った[109]。
  - 8月1日、2次審査まで進んだ段階で、つんく♂が「（ボーカリストは）れいなの横で歌っている姿がイメージできず、今回は該当者なし」、「（ギタリストは）数名の方に最終審査まで進んでいただく」とした上でどちらも再募集すると発表した[110]。その直後にモーニング娘。が『笑っていいとも!』に出演し、テレフォンショッキングの冒頭で田中が再募集を告知した[注 8]。岡田万里奈はこの告知を見たおばに勧められたのが応募のきっかけと話している。
- 2回目のオーディション（8月1日 - 10月13日）
  - 再募集では書類審査があり、8月1日から9月2日までの1か月間応募を受け付け、書類審査の通過者を対象に9月9日に東京、15・16・17日に全国各地（札幌・仙台・東京・名古屋・大阪・福岡）で1次審査が行われた。
    - 宮澤茉凜は仙台でのオーディションの時間を間違えてしまったが、牛タンを食べに行っていた審査員に戻ってきてもらって、間に合わなかったオーディションを受けることができた[112]。

  - 9月29日に2次審査として面談および実力審査、10月13日に最終審査として最終面談および実力審査が行われた[110]。
    - ボーカル課題曲：モーニング娘。「雨の降らない星では愛せないだろう?」（アルバム『プラチナ 9 DISC』より）[113][114]
    - ギター課題曲：高橋愛「自信持って 夢を持って 飛び立つから」[113][115]

  - 11月18日、『モーニング娘。誕生15周年記念コンサートツアー2012秋 〜カラフルキャラクター〜』の中野サンプラザ公演で合格者が発表され、メンバーとしてお披露目された[116]。
- 合格者：岡田万里奈（Vo.）、魚住有希（Gt.）、宮澤茉凜（Gt.）
- 当初は、田中と新人のツインボーカル、新人のソロギターの3人体制となる予定だったが[117]、最終審査に立ち会った田中が「すごく楽しそうに弾いてて捨てがたい」という魚住に加えて「この子の顔は捨てがたい」という宮澤も推した結果、両者ともに合格が決まり、ツインボーカル、ツインギターの4人体制となった[118]。
- 田中は最終審査の結果について「自分が初めから考えていた通りのメンバーになった」と振り返っている[117]。
- 2013年2月3日、バンド名が一般公募により「LoVendoЯ」に決定し[119]、『Hello! Project 誕生15周年記念ライブ2013冬 〜ブラボー!〜』の最終公演（福岡国際会議場）で発表された[120]。
- なお、つんく♂はこのオーディションのプロデューサーだったが、LoVendoЯのプロデュースには関わっていない。

## モーニング娘。に加入する可能性があったオーディション
- 2002年4月 - 6月に行われた「ハロー!プロジェクト・キッズ オーディション」では「将来のモーニング娘。入りもあり得る」とされたが、該当者はないまま終わった。
- 2004年4月 - 8月に行われた「ハロプロ エッグ オーディション2004」でもモーニング娘。入りの可能性が示唆された。後にハロプロエッグとなった譜久村聖が9期メンバー、工藤遥が10期メンバーとなった。
- 小田さくらは、2011年に「スマイレージ新メンバーオーディション」を受けるも落選し、その後ハロプロエッグとなり、翌2012年に11期メンバーとなった。スマイレージのメンバー募集の際、つんく♂は、スマイレージが落選でも、モーニング娘。のオーディションを受け直させることや他のグループの加入の可能性を示唆していたが、小田に関しては、前者が現実に行われる形となった。
- 2017年7月 - 12月に行われた「ハロー!プロジェクト新メンバーオーディション」では「合格者はモーニング娘。、アンジュルム、Juice=Juice、こぶしファクトリー、つばきファクトリー、新グループ、演劇女子部に加入する可能性がある」とされたが、モーニング娘。も含めいずれのグループにも該当者はないまま終わった。